# Krokau
Krokau település Németországban, Schleswig-Holstein tartományban. Lakosainak száma 411 fő (2023. december 31.).

## Népesség
A település népességének változása:
| Lakosok száma | 300  | 412  | 411  | 404  | 414  | 411  |
|               | 1975 | 2017 | 2019 | 2021 | 2022 | 2023 |